# Бо Бръмълс
„Бо Бръмълс“ (на английски: The Beau Brummels) е бивша музикална група от Сан Франциско, щата Калифорния, Съединени американски щати.
Създадена е в Сан Франциско през 1964 година. Нейият стил първоначално е съчетание на бийт и фолк, сравняван с този на „Бийтълс“, а по-късно е повлиян от психеделичен рок, кънтри рок и др.
След значителен търговски успех в средата на 1960-те години популярността на групата намалява и тя се разпада през 1969 година. След това неколкократно се събира отново за кратко.